# Althea Mortimer
Althea Motimer, född 1908, född 1997, var en bahamansk feminist. Hon var sekreterare i Women’s Suffrage Movement och deltagare i kampanjen för införandet av kvinnlig rösträtt på Bahamas. Hon var även sekreterare i Women’s Branch of the Progressive Liberal Party (PLP). 
Hon föddes 20 november 1908 i Matthew Town, Inagua, som andra barnet till Samuel och Lilla Mortimer. Hon arbetade som lärare, studerade i New York City, och blev sedan legal secretary till T. A. Toote. Hon öppnade 1947 en skola för maskinskrivare, som hon höll i fyrtio år. 
Hon blev medlem i Women’s Suffrage Movement (WSM), skrev föreningens dokument och höll i klasser kallade “Education for Citizenship,”, seminarium som hölls av WSM för att förbereda kvinnor för fullt politiskt medborgarskap. Hon var medlem i Progressive Liberal Party
och utnämndes till Stalwart-Counselor for Life av partiet. Hon var också fredsdomare.